# وولفگانگ ژوپ
وولفگانگ ژوپ (انگلیسی: Wolfgang Joop؛ زادهٔ ۱۸ نوامبر ۱۹۴۴) کارآفرین، طراح مد، استاد دانشگاه و نویسنده اهل آلمان است، که در سال ۱۹۸۶ شرکت ژوپ! را تأسیس کرد.